# Hiob (Osacky)
Hiob, imię świeckie Richard John Osacky (ur. 18 marca 1946 w Chicago, zm. 18 grudnia 2009 w Maumee) – arcybiskup Kościoła Prawosławnego w Ameryce. 

## Życiorys
Ukończył studia na uniwersytecie Northern Illinois, po czym wstąpił do seminarium św. Tichona przy monasterze w South Canaan pod tym samym wezwaniem, którego dyplom uzyskał w 1970. Po uzyskaniu dyplomu pracował jako psalmista w parafii św. Jana Chrzciciela w Black Lick. Był szczególnie zaangażowany w tworzenie prawosławnych organizacji młodzieżowych, w tym studentów. Kilkakrotnie wyjeżdżał ze Stanów Zjednoczonych do Grecji, by spędzić krótki czas na Athos. W 1973 przyjął święcenia diakońskie, a następnie kapłańskie, z rąk biskupa Pittsburgha Teodozjusza, po czym został ponownie skierowany do Black Lick jako proboszcz. W 1975 złożył śluby zakonne w riasofor, zaś w 1982 śluby wieczyste, które przyjął od niego biskup Herman (Swaiko). W tym samym roku otrzymał godność archimandryty. 29 stycznia 1983 otrzymał chirotonię biskupią w cerkwi Wszystkich Świętych w Hartford, zostając tym samym ordynariuszem diecezji Nowej Anglii.  
W 1992 Święty Synod Biskupów Kościoła Prawosławnego w Ameryce podjął decyzję o jego przeniesieniu do diecezji Środkowego Zachodu z tytułem biskupa Chicago. Uroczysta intronizacja miała miejsce 6 lutego roku następnego. Jako ordynariusz tej diecezji biskup Hiob przyczynił się do wzrostu liczby parafii i otwarcia nowych placówek misyjnych.  W 2004 został podniesiony do godności arcybiskupiej. Zmarł nagle na atak serca w grudniu 2009. 
Od początku swojej pracy duszpasterskiej jako kapłan, a następnie biskup, prowadził samodzielne studia z zakresu ikonologii oraz sam pisał ikony, które następnie przekazywał do cerkwi i klasztorów Kościoła. Prowadził również otwarte wykłady na ten temat. Zajmował się także muzyką cerkiewną. W szczególny sposób interesował się tradycyjnym jednogłosowym śpiewem liturgicznym Zakarpacia (skąd pochodzili jego przodkowie).